# Claraiidae
Claraiidae zijn een uitgestorven familie van tweekleppigen uit de orde Pectinida.